# Тарасова, Вера Ивановна
Вера Ивановна Тарасова (1919 — 18 июня 1942 года) — лётчица, участник Великой Отечественной войны, штурман эскадрильи 46-го гвардейского ночного легкобомбардировочный авиаполка, младший лейтенант.

## Ранние годы
Родилась Вера Тарасова в 1919 году в д. Каменка Солнечногорского района Московской области.
До войны училась в лётной школе вместе с Ларисой Розановой. Девушки очень подружились, а после окончания школы переписывались. Обе они работали потом лётчиками-инструкторами в разных аэроклубах. Вскоре началась война.

## Начало войны
В октябре 1941 года ЦК ВЛКСМ напечатало обращение к молодёжи с призывом помогать фронту, Вера вступила в ряды Красной Армии. Её вместе с другими девушками направили в город Энгельс. Там она окончила курсы штурманской подготовки. Веру направили штурманом в экипаж Любови Ольховской. Весной обучение закончилось. Тарасову назначили штурманом 1-й эскадрильи 588-го ночного бомбардировочного авиаполка.

## На фронте
27 мая 1942 года полк прибыл на Южный фронт.
Первое время боевых заданий не было. В часть приезжали различные инспекции для проверок. Прошло три недели, прежде чем состоялся первый боевой вылет полка.
Наступил день, когда мы наконец получили боевую задачу. В первую очередь на задание должны были лететь командир полка и командиры эскадрилий. Потом — остальные.

В этот день Люба не давала покоя своему штурману, заставляя её ещё и ещё раз проверять маршрут полета, точность расчетов. Невозмутимая Вера Тарасова, полная и медлительная, на этот раз делала все быстро, с подъёмом, так что Любе не приходилось подшучивать над ней, как обычно. (Н.Кравцова «В ночном небе»)

## Гибель

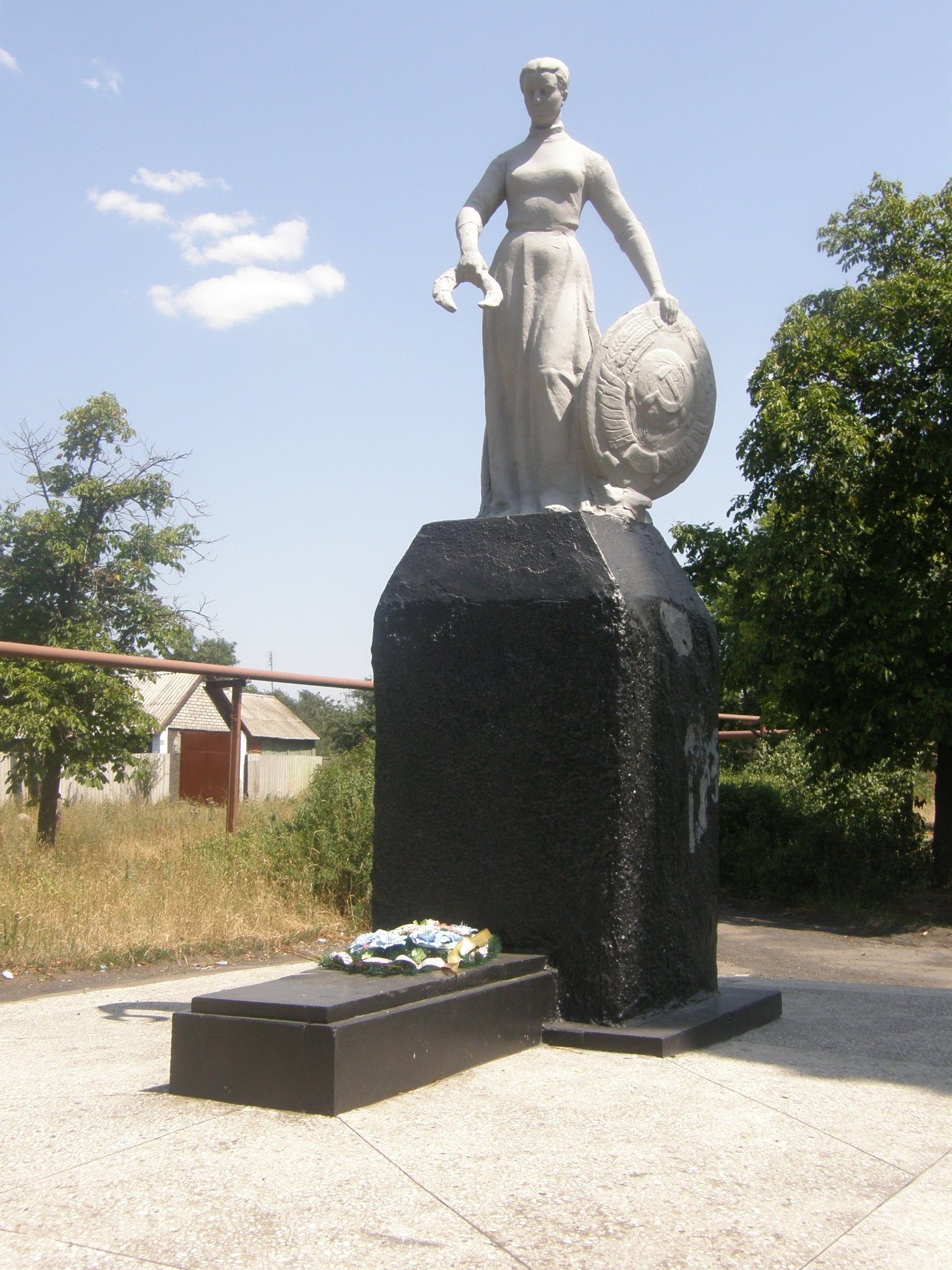
Памятник лётчицам в г. Снежное

Из одного из первых же вылетов самолёт Ольховской—Тарасовой не вернулся. Долго время в полку не знали, что же случилось с девушками. Лишь через двадцать лет, когда в газету «Правда» пришло письмо от жителей посёлка в Донецкой области судьба лётчиц прояснилась.
А произошло вот что. Люба Ольховская и Вера Тарасова выполнили задание, но попали под плотный зенитный огонь. Уйти от него им не удалось. Осколками снарядов девушек тяжело ранило. Истекая кровью, Люба Ольховская посадила У-2, но выбраться из кабины ни она, ни Вера Тарасова не смогли. Утром жители ближайшего села нашли подруг мертвыми. (М.Чечнева «Небо остаётся нашим»)
8 мая 1965 года при огромном стечении народа состоялись похороны. Прах погибших лётчиц перенесли из безымянной могилы на городскую площадь города Снежное. Вскоре на этом месте был установлен памятник.

## Память
Имя Веры Тарасовой было присвоено в 2013 году улице в Зеленограде (улица Лётчицы Тарасовой), находящейся на месте деревни Каменка, в которой родилась лётчица.